# 毛药山梅花
毛药山梅花（学名：Philadelphus reevesianus），为虎耳草科山梅花属下的一个植物种。